# Río Mojero
El río Móyero (en ruso: река Мойеро) es un largo río ruso localizado en la Siberia, el principal de los afluentes del río Kotuy, la fuente derecha del río Játanga, que a su vez desagua en el mar de Láptev. Tiene una longitud de 825 km, y drena una cuenca de 30.900 km².
Administrativamente, el río Móyero discurre en su totalidad por el krai de Krasnoyarsk de la Federación de Rusia.

## Geografía
El río Móyero nace en el lago Holyu, en las montañas de Siberia central, justo al norte del círculo polar ártico. Al principio fluye hacia el sur, cruzando el círculo polar ártico, después gira hacia el este y luego hacia el norte de nuevo, para cruzar más tarde otra vez el círculo polar ártico. Esta dirección se mantiene durante todo el curso restante. El río serpentea sobre todo en amplios arcos a través de las montañas del bosque-tundra. En el curso medio del Móyero, tallado en un valle profundo y estrecho, hay una serie de rápidos, incluyendo los de Mugdekene. Fluye a unos 70 km al noreste del asentamiento de Jessei, desaguando por el lado derecho en el Kotuy.
Sus principales afluentes son los ríos Moyerokan, por la derecha (правый), y Dalkit, por la izquierda (левый).
El río está congelado, por lo general, desde finales de septiembre-principios de octubre hasta finales de mayo-principios de junio. El curso inferior del río es navegable para pequeñas embarcaciones.